# 長田剛
長田剛（ながた たけし、1983年3月8日 - ）は、日本の元ラグビープロ選手、プロコーチで現在はラグビークラブの運営を行っている。

## プロフィール
- 奈良県出身。
- 現役時代のポジションは、スクラムハーフ(SH)。

## 略歴
小学1年生から前栽ラグビースクールでラグビーを始め、2001年、天理高校卒業後、帝京大学に入る。。なお天理高校時代、花園へ3度出場している。名監督が選ぶベスト15や東西対抗メンバーに選出され、高校日本代表、U19日本代表などの合宿にも参加。帝京大学時代は、1年生からレギュラー。2年生では、帝京大学ラグビー部史上初のベスト4のメンバー。4年生でバイスキャプテンをつとめる。
2005年、帝京大学卒業後、ワールドファイティングブルに加入。4シーズンプレーした。
2006年9月17日に行われたジャパンラグビートップリーグ第3節の東芝ブレイブルーパス戦で途中出場ながら公式戦初出場を果たす。
2009年、釜石シーウェイブスに加入。2010年から選手引退までの3シーズンバイスキャプテンをつとめる。。4シーズンプレーした。
2012年、シーズン中の試合の怪我でおしまれつつプレーヤーを引退
2013年、釜石シーウェイブスのアシスタントコーチに就任。
2018年、コーチを5年つとめチームを退団し、釜石市役所ラグビーワールドカップ2019推進本部事務局の主任となり、RWC2019釜石大会の広報企画担当として広報活動を行い、誘致/準備/運営を行なった。
同年から、釜石シーウェイブスアカデミーのコーチにも就任した。
2022年、NPO法人弘前サクラオーバルズに加わり事務局とU15カテゴリーのヘッドコーチに就任。同年から青森県選抜U15BlueBearsのヘッドコーチに就任。17年ぶりに結成した青森県選抜で、17年ぶりの公式戦勝利を果たす。
2024年、東日本中学生大会で結成3年目の青森県選抜を東日本9位（16チーム中）に導く。
（2022年16位 / 2023年15位）
12月に弘前サクラオーバルズを退任。
2025年、1月より日本製鐵釜石シーウェイブスRFC（釜石シーウェイブス）の事務局にて、普及育成・大会運営担当に着任。
資格
JRFU公認A級コーチ/
WorldRugbyLv２/
JSPOラグビーフットボールコーチ３/
JRFU公認C級レフェリー/
JRFU公認C球コーチエデュケーター